# Tipo Turin
Con tipo Turin ((FR)  Type Turin) s'intende il tipo monetario del franco francese disegnato e inciso da Pierre Turin per la prima volta nel 1929 e utilizzato fino al 1949. 

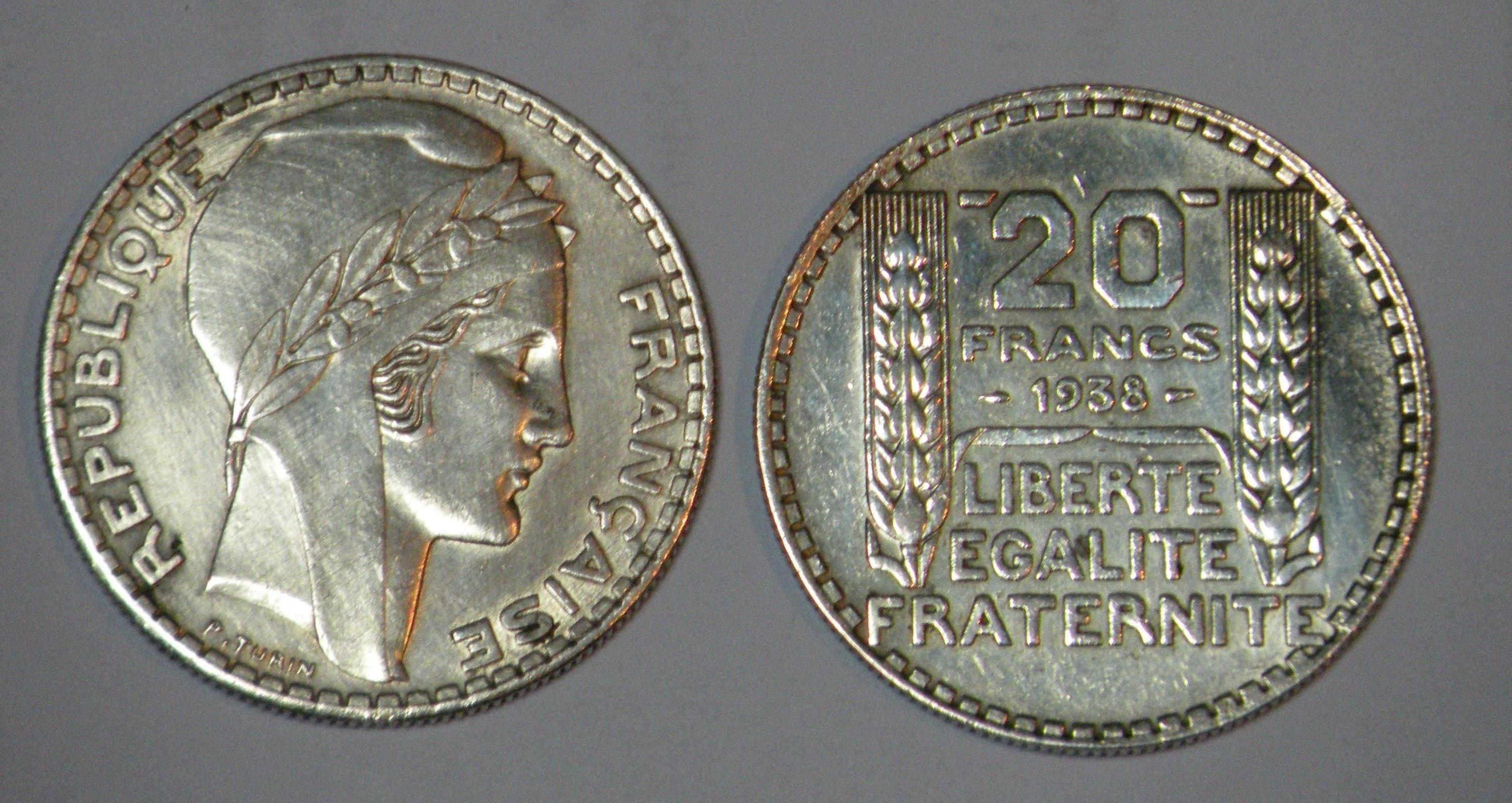
20 franchi d'argento, 1938

Questo tipo fu usato per le monete da 10 e 20 franchi. Il dritto della moneta rappresenta il profilo, volto a destra, di Marianne (la Repubblica), con in testa un berretto frigio cinto da una corona di alloro, con la legenda circolare REPUBLIQUE FRANÇAISE e la firma dell'incisore P.TURIN. Il rovescio presenta due spighe di grano che inquadrano il valore facciale, l'anno di emissione e due marchi, uno della zecca (una cornucopia per Parigi), e quello dell'incisore generale, un'aquila per Lucien Bazor, poi, su tre linee: LIBERTE EGALITE FRATERNITE. Il bordo è scanalato.
Secondo lo stile dell'epoca, l'incisione del rovescio fu eseguita nel più puro stile art déco, movimento artistico che conobbe il suo apogeo all'Esposizione universale di Parigi del 1925, e fu in auge fino al 1940 : stile sobrio e classico, linee diritte. 
Queste monete da 10 e 20 franchi furono le prime con questo valore ad essere fabbricate in Francia in un  metallo diverso dall'oro. Il fatto era dovuto alla svalutazione della moneta.
La lega dell'argento era debole dato che il titolo era del 68% e la coniazione in questo metallo fu continuata fino al 1939.
Malgrado il titolo basso dell'argento, le monete furono tesaurizzate in modo rilevante e sparirono presto dalla circolazione. Gli ultimi anni (1937 - 39) ci fu una tiratura limitata e di conseguenza queste annate sono rare. L'inizio della guerra congelò la situazione e grandi masse di queste monete furono nascoste come forma di tesoro. 

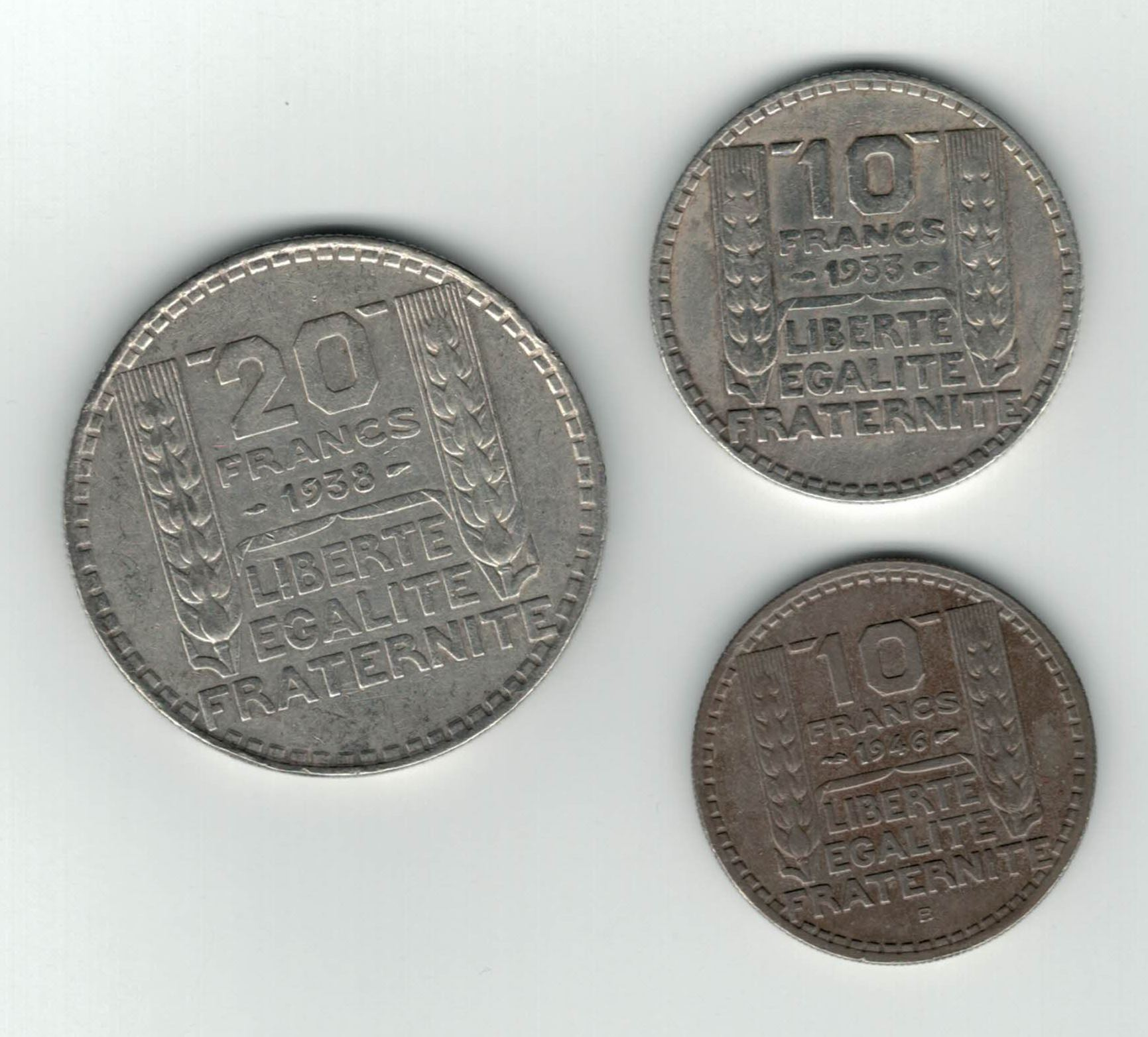
Distinzione delle taglie e dei materiali tra i pezzi da 10 e 20 franchi

Nel 1945, la coniazione della sola moneta da 10 franchi fu ripresa fino al 1949, e la lega d'argento sostituita con il cupro-nickel.
Le prime monete da 50 franchi (tipo Guiraud) e 100 franchi (tipo Cochet), né in oro, né in argento, apparvero nel 1950. 
Il tipo Turin fu ripreso, sempre in cupro-nickel, per alcune monete, in cui ALGÉRIE sostituiva la legenda Liberté, Égalité, Fraternité e destinate a circolare in quel territorio; coniate dal 1949 a 1952, queste monete da 20 Fr, 50 Fr e 100 Fr non avevano tuttavia coro legale in Francia.

## Quadro delle emissioni
| Anni        | Valore     | Diametro | Peso | Metallo      | Tiratura totale | Annotazioni                                                              |
| ----------- | ---------- | -------- | ---- | ------------ | --------------- | ------------------------------------------------------------------------ |
| 1929 – 1939 | 10 franchi | 28 mm    | 10 g | argento 68%  | 234 621 237     |                                                                          |
| 1929 – 1939 | 20 franchi | 35 mm    | 20 g | argento 68%  | 51 618 571      | una variante nel 1934: l'apertura del numero 3 più o meno chiusa         |
| 1945 à 1947 | 10 franchi | 26 mm    | 7 g  | cupro-nickel | 98 232 500      | tipo con testa grande - una variante ramo lunghi/rami corti (1945, 1946) |
| 1947 à 1949 | 10 franchi | 26 mm    | 7 g  | cupro-nickel | 337 934 500     | tipo con testa piccola                                                   |

Note:
- Una piccola lettera al rovescio, sotto il testo  FRATERNITE, indica la zecca. Senza lettera per Parigi, 'B' per Beaumont-le-Roger.
- Il tipo 10 franchi «testa grande» (grosse tête) copre il periodo del Governo provvisorio; il tipo  «testa piccola» (petite tête) copre l'inizio della Quarta Repubblica.
- Queste monete furono sostituite nel 1950 dai 10 e 20 franchi del Tipo Guiraud.